# ويل هاوس
ويل هاوس (16 مارس 1976 بشفيلد في المملكة المتحدة - ) (بالإنجليزية: Will House)‏ هو لاعب كريكت بريطاني. لعب مع Kent County Cricket Club ‏ ونادي مقاطعة ساسكس للكركيت ‏ ونادي جامعة كامبريدج للكريكيت ‏.

## وصلات خارجية
- ويل هاوس على موقع إي آس بي آن كريك إنفو (الإنجليزية)